# Redline (film 2009)
Redline (REDLINE - レドライン?, Reddorain) è un film d'animazione del 2009 diretto da Takeshi Koike.
Prodotto da Madhouse e distribuito da Tohokushinsha Film, il film, basato su un soggetto originale di Katsuhito Ishii co-sceneggiato insieme a Yōji Enokido e Yoshiki Sakurai, narra la storia di JP, un pilota automobilistico che prende parte alla Redline, la gara clandestina più famosa dell'universo.
Il film è stato in produzione per sette anni e ha richiesto la realizzazione di oltre 100 000 disegni fatti a mano. Venne presentato in anteprima mondiale al Locarno Film Festival nell'agosto 2009, per poi approdare nelle sale giapponesi nell'ottobre 2010. La versione italiana è stata distribuita nell'autunno del 2011 da Kazé.
Nonostante un responso positivo da parte della critica, in particolare per l'alta qualità delle animazioni, Redline non ottenne un gran riscontro al botteghino, ma vide un successo maggiore in seguito alla sua uscita in home video, tanto da diventare un cult.

## Trama
In un futuro in cui tutti i mezzi di trasporto funzionano con un sistema antigravità, le vecchie automobili che viaggiano su pneumatici sono delle rarità e vengono utilizzate soltanto come mezzo di intrattenimento in delle corse senza esclusione di colpi. Ogni cinque anni si svolge la più dura e distruttiva gara automobilistica clandestina dell'universo, la Redline, che attira tutti i migliori piloti da ogni angolo dello spazio conosciuto. Non ci sono altre limitazioni in questa gara: sul veicolo si può installare qualsiasi cosa il pilota desideri, incluse armi da fuoco, e ogni edizione si svolge su un pianeta casuale.
JP è un pilota squattrinato disposto a truccare, assieme all'amico e meccanico Frisbee, le gare a cui partecipa pur di pagare i suoi debiti e continuare a correre. Nonostante per questo motivo vinca pochissime gare, gli spettacolari incidenti da cui esce sempre indenne gli procurano il sostegno di numerosi fan in tutta la galassia. JP si distingue soprattutto dagli altri piloti, poiché lui non fa uso di armi e ciò che mette nella sua macchina sono solo dispositivi che gli permettono di aumentare la velocità del suo veicolo. Ciò gli ha dato la fama di essere soprannominato come il Gentlemen (il pilota buono o il bravo ragazzo nell'edizione italiana). Dopo aver perso clamorosamente sull'ultimo rettilineo contro la bella e ambiziosa Sonoshee McLaren la Yellowline, la gara di qualificazione alla Redline, JP si rassegna ad una lunga degenza in ospedale per poi tornare alla solita vita. Egli è con Frisbee mentre si dividono la loro parte delle scommesse, quando all'improvviso una folla di giornalisti fa irruzione nella sua camera d'ospedale con una notizia clamorosa: dopo il ritiro di due partecipanti e grazie al voto del pubblico, JP si è qualificato per partecipare alla prossima Redline.
Il motivo della rinuncia degli altri piloti è che la corsa si svolgerà su Roboworld, un pianeta sotto dittatura il cui regime non permette intromissioni ed è disposto a mettere in campo tutta la sua potenza militare pur di fermare la famigerata gara. Ma JP non si lascia scoraggiare dai pericoli a cui potrebbe andare incontro e decide di partecipare. Al volante della sua Trans Am, si metterà sulla linea di partenza accanto a Sonoshee e agli altri scatenati concorrenti e farà di tutto pur di realizzare il suo sogno: tagliare il traguardo della Redline in prima posizione. Per farlo dovrà affrontare, oltre agli avversari e i militari di Roboworld, anche il boss criminale con cui Frisbee si accorda nel truccare le gare.

## Produzione
Per lo sviluppo del film, prodotto da Madhouse, sono stati necessari sette anni di lavoro ed oltre 100 000 disegni fatti a mano.

## Distribuzione
Il film è stato presentato in anteprima al Locarno Film Festival il 14 agosto 2009 e successivamente distribuito nelle sale cinematografiche giapponesi dal 9 ottobre 2010. La versione italiana è stata distribuita nell'autunno del 2011 dal distributore Kazé.